# Modely veřejné správy
Model veřejné správy představuje teoretický a praktický přístup k organizaci, řízení a realizaci veřejné správy. Modely veřejné správy se vyvíjely v průběhu let v reakci na politické, ekonomické a společenské změny jednotlivých států. Mezi klíčové faktory, které ovlivňují vývoj modelů veřejné správy, lze zařadit globalizaci, technologické inovace, demokratické změny a rostoucí důraz na transparentnost a efektivitu.
Veřejná správa je nedílnou součástí fungování každého státu a bývá často označovaná také jako veřejná politika a správa, představuje klíčovou činnost zaměřenou na realizaci a implementaci veřejných programů. Veřejná správa představuje komplex procesů a mechanismů, jejichž primárním účelem je převod politických rozhodnutí do konkrétních opatření a služeb, které mají dopad na život občanů. Činnost veřejné správy zahrnuje správu veřejných zdrojů a služeb, tvorbu, koordinaci a evaluaci politik v různých oblastech, mezi které lze zařadit zdravotnictví, vzdělávání nebo bezpečnost. 

## Modely veřejné správy

### Tradiční (byrokratický) model
Tradiční model veřejné správy, často označovaný také jako byrokratický model veřejné správy, je spojený s konceptem byrokracie. Za zakladatele tohoto modelu je považován Max Weber. Pro tento model jsou typická pevná pravidla a normy, hierarchická organizace a odborná kvalifikace. Weber tento model popisoval, jako nástroj, který charakterizuje moderní stát.

### New Public Management (NPM)
New Public Management, známý také jako Nová veřejná správa, představuje koncept, který se zaměřuje na zavádění metod, nástrojů a principů odvozených ze soukromého sektoru do řízení veřejného sektoru.
Občané jsou v tomto modelu vnímáni jako zákazníci, přičemž je důraz kladen především na uspokojování jejich potřeb. Vedoucí pracovníci veřejné správy vystupují v roli manažerů a musí plnit konkrétní úkoly spojené s oblastí managementu. Principy New public managementu jsou uplatňovány v rámci evropské veřejné správy a přispívají k modernizaci administrativních procesů.
Mezi cíle, které jsou spojovány s New Public Managementem, patří například zvyšování efektivnosti agend veřejné správy a zjednodušení systému, změna postavení vedoucích pracovníků směřující k samostatnosti a odpovědnosti, implementace tržních mechanismů do procesů veřejného sektoru a zajištění efektivního využití zdrojů s důrazem na kvalitu poskytovaných služeb.

### Governance model (vládnutí)
Governance model se zaměřuje na organizaci a řízení veřejných institucí. Důraz je kladen na zajištění odpovědnosti, transparentnosti a efektivity ve fungování veřejných institucí. Tento model, který se vyvinul z tradičního byrokratického modelu, integruje různé teoretické a praktické strategie pro správu veřejného sektoru.
Mezi hlavní znaky governance modelu lze zařadit:
- zajištění efektivního, spravedlivého a rychlého soudního procesu
- transparentní fungování veřejných institucí
- odpovědnost veřejných činitelů za přijatá rozhodnutí
- decentralizace zdrojů a rozhodovacích pravomocí z centra na místní úroveň
- aktivní zapojení občanů do tvorby a projednávání veřejných politik
- zajištění univerzální ochrany práv
- přijetí a uplatňování zákonů bez diskriminačního charakteru[6]

## Rozdíly mezi modely v různých zemích
V Portugalsku se rozlišuje stará veřejná správa a nová veřejná správa. Stará veřejná správa, někdy také známá, jako tradiční veřejná správa, je založena na centralizovaném řízení, hierarchii, meritokracii, standardizovaných pravidlech a oddělení funkce formulování veřejných politik veřejných politik od funkce jejich realizace, což vede k uzavřenému systému. V 80. letech 20. století byla formulována Nová veřejná správa. Jejím cílem je omezit veřejné výdaje využitím principů konkurence a řízení soukromého sektoru. Tento model zintenzivňuje regulační režimy prostřednictvím tzv. regulačních agentur.